# James Rector

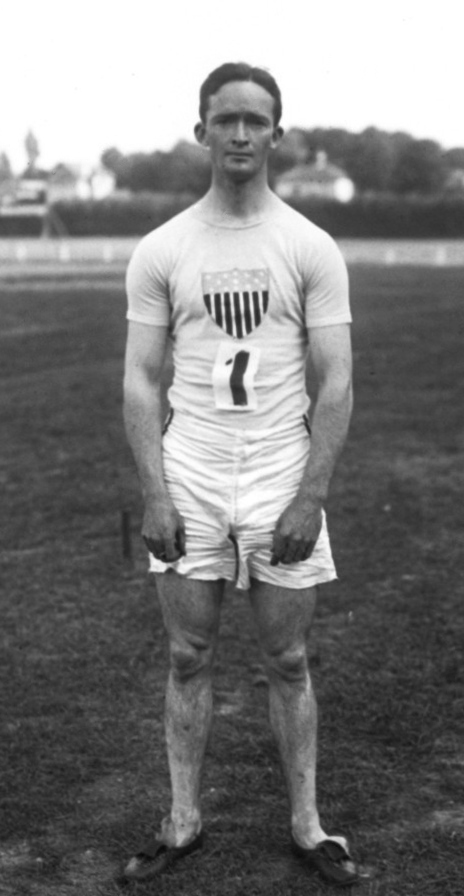
James Rector 1908

James Rector (* 22. Juni 1884 in Hot Springs, Arkansas; † 10. März 1949 ebenda) war ein US-amerikanischer Jurist, Leichtathlet und Olympiamedaillengewinner.
Rector wurde in Arkansas geboren, studierte Rechtswissenschaften und war der Enkel des während des Bürgerkriegs wirkenden Gouverneurs Henry Massey Rector und des Gouverneurs von Mississippi, James Alcorn. Er war der erste Athlet aus Arkansas, der eine olympische Medaille gewann.
Bei den Olympischen Spielen 1908 in London gewann er die Silbermedaille im 100-Meter-Lauf hinter dem Südafrikaner Reggie Walker und vor dem Kanadier Robert Kerr.
Nach der Olympiade beendete er seine sportliche Laufbahn und ließ sich als Rechtsanwalt in St. Louis nieder, wo er es zu Ansehen und Erfolg brachte, bevor er nach mehr als 30 Jahren wieder in seine Geburtsstadt zurückkehrte.